# Kanton Coteaux du Lizon
 Coteaux du Lizon (  tot 2020 ‘’’Kanton Saint-Lupicin’’’ ) is een kanton van het Franse departement Jura. Het kanton maakt deel uit van het arrondissement Saint-Claude.    

In 2020 telde het 11.636 inwoners.

Het kanton werd gevormd ingevolge het decreet van 17 februari 2014 met uitwerking op 22 maart 2015 met Coteaux du Lizon als hoofdplaats. 
Het decreet van 5 maart 2020 heeft de naam van het kanton aangepast aan de gewijzigde naam van zijn hoofdplaats.

## Gemeenten
Het kanton omvatte 23 gemeenten bij zijn oprichting.
Op 1 januari 2016 werd de gemeente Ponthoux toegevoegd aan de gemeente Lavans-lès-Saint-Claude, die daardoor het statuut van ‘’commune nouvelle’’ kreeg.
Op 1 januari 2017 werden de gemeenten Saint-Lupicin en Cuttura samengevoegd tot de fusiegemeente (commune nouvelle) Coteaux du Lizon en de gemeenten Septmoncel en Les Molunes samengevoegd tot de fusiegemeente (commune nouvelle) Septmoncel les Molunes.
Op 1 januari 2019 werden de gemeenten Chassal en Molinges samengevoegd tot de fusiegemeente (commune nouvelle) Chassal-Molinges.
Het decreet van 5 maart heeft de grenzen van het kanton gewijzigd zodat de fusiegemeenten binnen één kanton kwamen te liggen.
Sindsdien omvat het kanton volgende gemeenten : 
- Bellecombe
- Les Bouchoux
- Chassal-Molinges
- Choux
- Coiserette
- Coyrière
- Lajoux
- Lamoura
- Larrivoire
- Lavancia-Epercy
- Lavans-lès-Saint-Claude
- Les Moussières
- La Pesse
- Rogna
- Coteaux du Lizon
- Septmoncel les Molunes
- Vaux-lès-Saint-Claude
- Villard-Saint-Sauveur
- Viry
- Vulvoz